# Stazione di Andora
Stazione di Andora vasútállomás Olaszországban, Andora településen.

## Vasútvonalak
Az állomást az alábbi vasútvonalak érintik:
- Genova–Ventimiglia-vasútvonal

## Kapcsolódó állomások
A vasútállomáshoz az alábbi állomások vannak a legközelebb:
- Stazione di Cervo-San Bartolomeo
- Stazione di Laigueglia